# Michael Zohary
Michael Zohary (hebreu: מיכאל זהרי‎) (va néixer el 9 d'abril de 1898 a Bóbrka, Galítsia (Imperi Austrohongarès); va morir el 16 d'abril de 1983 a Israel) va ser un botànic israelià pioner.

## Biografia
Michael Schein (més tard Zohary) va néixer en una família jueva a Bóbrka, prop de Lviv (aleshores Imperi Austrohongarès). Va emigrar al Mandat Britànic de Palestina el 1920. Després de treballar en la construcció de carreteres, va assistir al Seminari de Mestres a Jerusalem. Va publicar els monumentals Geobotanical Foundations of the Middle East. Va ser l'encarregat d'introduir el principi important d'atelecòria que va esbrinar que la germinació de llavors de la planta del desert s'assegura per la dispersió propera a la planta mare. El seu fill, Daniel Zohary (nascut el 1926) és també un botànic altament publicat especialitzat en la domesticació de plantes prehistòriques.
El 1931, Alexander Eig va fundar el Jardí Botànic Nacional d'Israel al Mont Scopus, juntament amb Michael Zohary i Naomi Feinbrun-Dothan
El 1952 va ser nomenat professor de botànica a la Universitat Hebrea de Jerusalem. Poc abans de la seva mort, va publicar l'obra completa de Plants of the Bible.

## Premis
- El 1954, Zohary va ser guardonat amb el Premi Israel, per a les ciències de la vida.[6]

### En memoràndum
- Avishai Shmida I David Heller, Michael Zohary - Gegant d'Israel Botànica, dins "Israel - Terra i Caiguda" de Naturalesa 1983, ppg. 33-35. ISSN 0333-6867